# Alberts Tarulis
Alberts Tarulis (* 1906 in der Provinz Kaunas; † 24. September 1927 in Riga) war ein lettischer Fußballspieler.

## Karriere
Alberts Tarulis spielte in seiner Vereinskarriere von 1925 bis 1927 für den FK Amatieris in Riga. Mit dem Verein spielte er in der lettischen Meisterschaft und wurde in der Saison 1927 Tabellenvierter.
Am 11. September 1927 debütierte er in einem Länderspiel für die Lettische Nationalmannschaft gegen Finnland in Helsinki. Zwei Wochen später, am 24. September, verübte er Suizid durch Erhängen. Am Folgetag wäre er für das Länderspiel gegen Estland nominiert gewesen, vor der Partie wurde eine Schweigeminute eingelegt.